# Kościół Chrystusa Króla w Krakowie (os. Gotyk)
Kościół Chrystusa Króla – kościół rzymskokatolicki znajdujący się w Krakowie, w dzielnicy IV Prądnik Biały przy al. 29 Listopada 195, na Górce Narodowej. Posługę pełnią księża diecezjalni.

## Historia
W 2000 r. wygospodarowano działkę pod budowę kościoła na nowo powstającym osiedlu Gotyk i postawiono tam ołtarz polowy. Rok później powstała pierwsza murowana kaplica, a pod koniec 2003 r. Dom Parafialny. W grudniu 2006 rozpoczęto zasadniczą budowę kościoła, czyli prace przy fundamentach. W latach 2007–2008 wznoszono mury kościoła, a do końca 2009 r. zamknięto stan surowy budynku. W 2010 r. przeniesiono nabożeństwa z kaplicy do nawy głównej kościoła, a w 2012 r. do świątyni wniesiono ławki, zakańczając zasadniczy etap budowy. W kościele posługują elektroniczne organy firmy Allen Organs.